# 海洋駅
海洋駅（かいようえき）は、中華人民共和国マカオ特別行政区タイパ島に位置するマカオLRTタイパ線の駅である。

## 歴史
- 2019年12月10日：開業[1]。

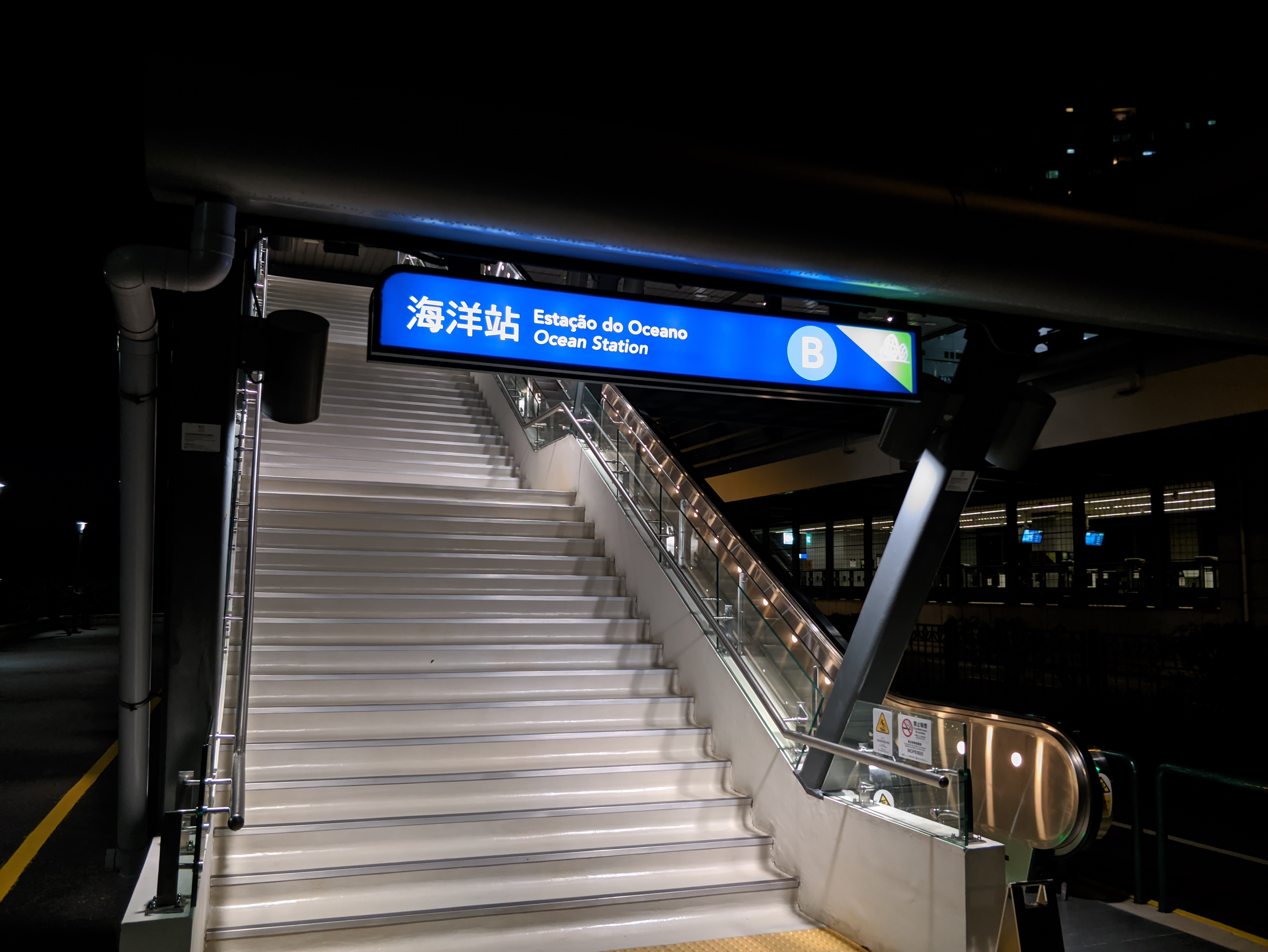
B出入口(2024年7月)

## 隣の駅
マカオLRT
■タイパ線
媽閣駅 - 海洋駅 - 馬会駅